# Drapeau de la Zambie
Le drapeau de la Zambie a été adopté le 24 octobre 1964.
Il se compose d’un champ vert vertical orné dans le tiers opposé au mat d’un pygargue vocifer aux ailes déployées surmontant trois bandes verticales rouge (gauche), noire, et orange. En 1996, le vert est devenu plus clair que celui employé à l’origine.
Le vert représente l’agriculture, le rouge la lutte pour l’indépendance, le noir le peuple, et l'orange les ressources minières, notamment le cuivre, dont la Zambie est un des principaux producteurs mondiaux. Le rouge, le noir et l'orange sont également les couleurs du Parti uni de l'indépendance nationale, le parti qui lutta pour l’indépendance et prit le pouvoir en 1964 sous la direction de Kenneth Kaunda. Le pygargue vocifer, rapace emblématique d'Afrique, apparait aussi sur les armoiries nationales.
Le drapeau fut dessiné par Mme Gabriel Ellison, qui élabora aussi les armoiries et de nombreux timbres zambiens.

## Autres drapeaux

Ancien drapeau de 1964 à 1996 (vert plus foncé)
Drapeau présidentiel